# Німецьке хімічне товариство
Німе́цьке хімі́чне товари́ство (нім. Deutsche Chemische Gesellschaft, DChG) — хімічне товариство, засноване у 1867 році групою провідних німецьких промисловців у Берліні.
Біля витоків товариства стояли Август Вільгельм фон Гофман, Адольф фон Беєр, Карл Александер фон Марціус, Ернст Крістіан Фрідріх Шерінг і Герман Віхельхаус. Президентом новоутвореної організації було обрано Гофмана, який до того посідав аналогічну посаду у Лондонському хімічному товаристві (нині Королівське хімічне товариство).
На установчому засіданні 11 листопада 1867 року Гофман проголосив ідею створення установи:
|  | Нове товариство призначене для того, аби дати можливість представникам чистої та прикладної хімій обмінюватися ідеями, і завдяки цьому укріплювати на новому рівні співпрацю між наукою і промисловістю. Оригінальний текст (нім.) Die neue Gesellschaft sei ganz eigentlich dazu bestimmt, den Vertretern der speculativen und der angewandten Chemie Gelegenheit zum gegenseitigen Ideenaustausche zu geben, um auf diese Weise die Allianz zwischen Wissenschaft und Industrie aufs Neue zu besiegeln. |

Під керівництвом Гофмана товариство сприяло розв'язанню багатьох проблем у хімічній промисловості. За час його головування було опубліковано близько 900 статей, які друкувалися у власному науковому віснику «Berichte der Deutschen Chemischen Gesellschaft», котрий згодом розділився на кілька видань (з нього утворився, наприклад, сучасний журнал «Chemische Berichte»).
Гофман відігравав провідну роль у діяльності товариства і після його смерті у 1892 році відбувся ряд заходів, що мали на меті увіковічнити його ім'я: так, у 1900 році була зведена меморіальна будівля «Гофманхаус», до якої переїхало товариство, а у 1902 році науковці започаткували нагородження медаллю Гофмана — «За видатні досягнення в галузі експериментальної хімії і за просування експериментальних хімічних досліджень». Окрім цієї нагороди товариством були також створені й інші: медаль Лібіха (1903), медаль Адольфа фон Беєра (1910), медаль Еміля Фішера (1912), премія пам'яті Карла Дуйсберга (1935).
По закінченню Другої світової війни товариство припинило своє існування, а згодом, у 1949, поновило діяльність, реорганізувавшись у Товариство німецьких хіміків (нім. Gesellschaft Deutscher Chemiker).